# Lagerhaus G

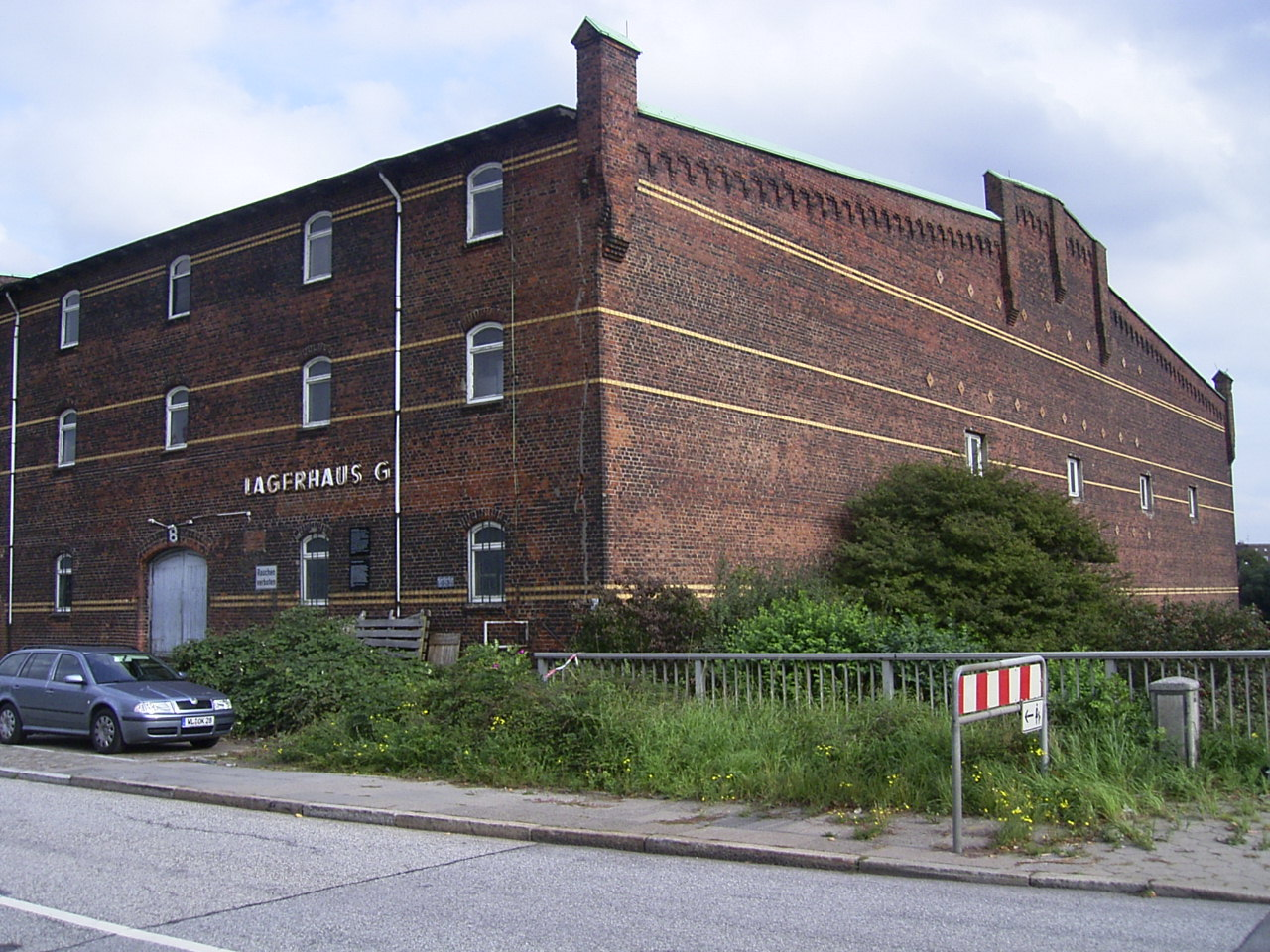
Lagerhaus G

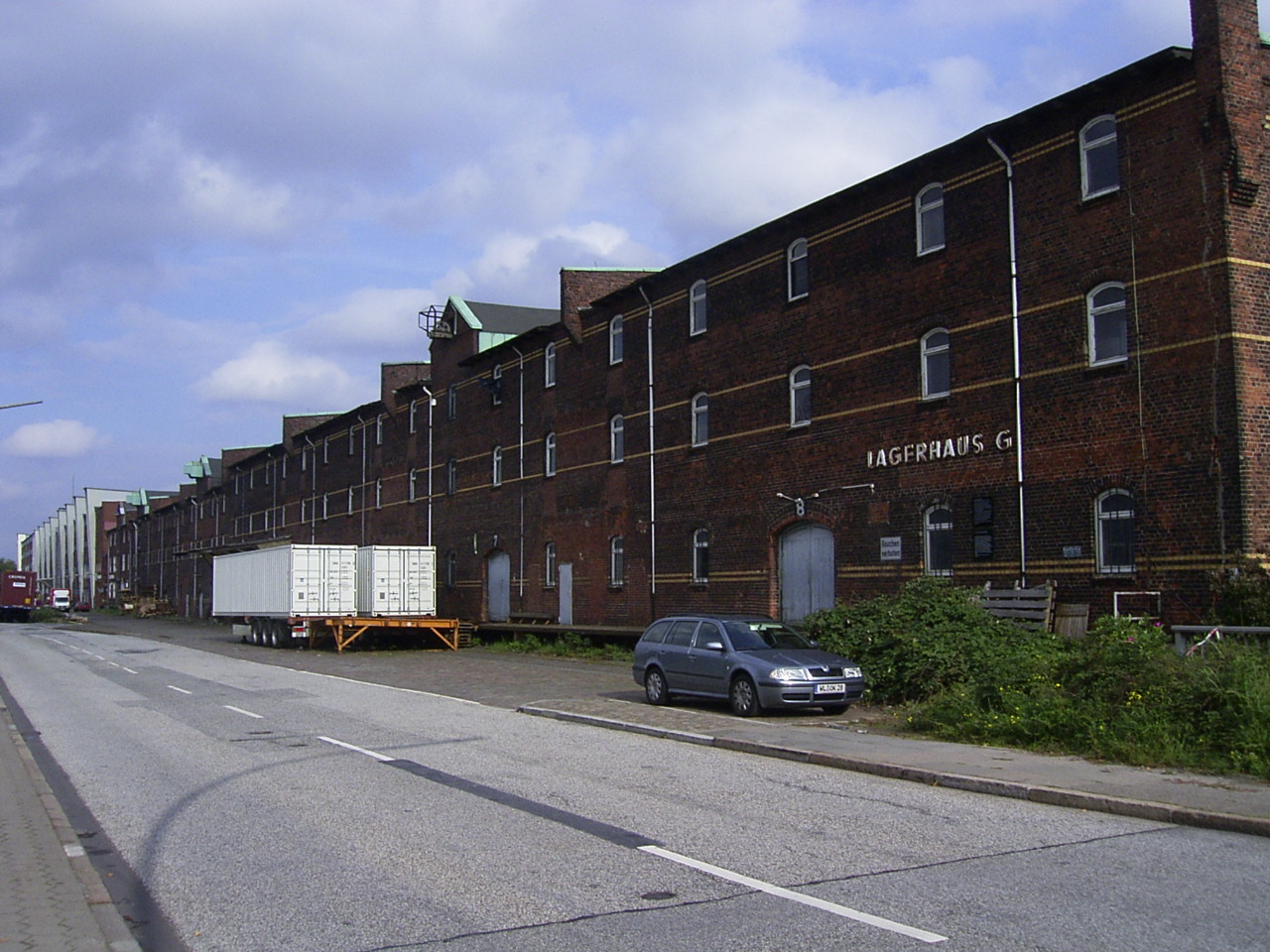
Lagerhaus G

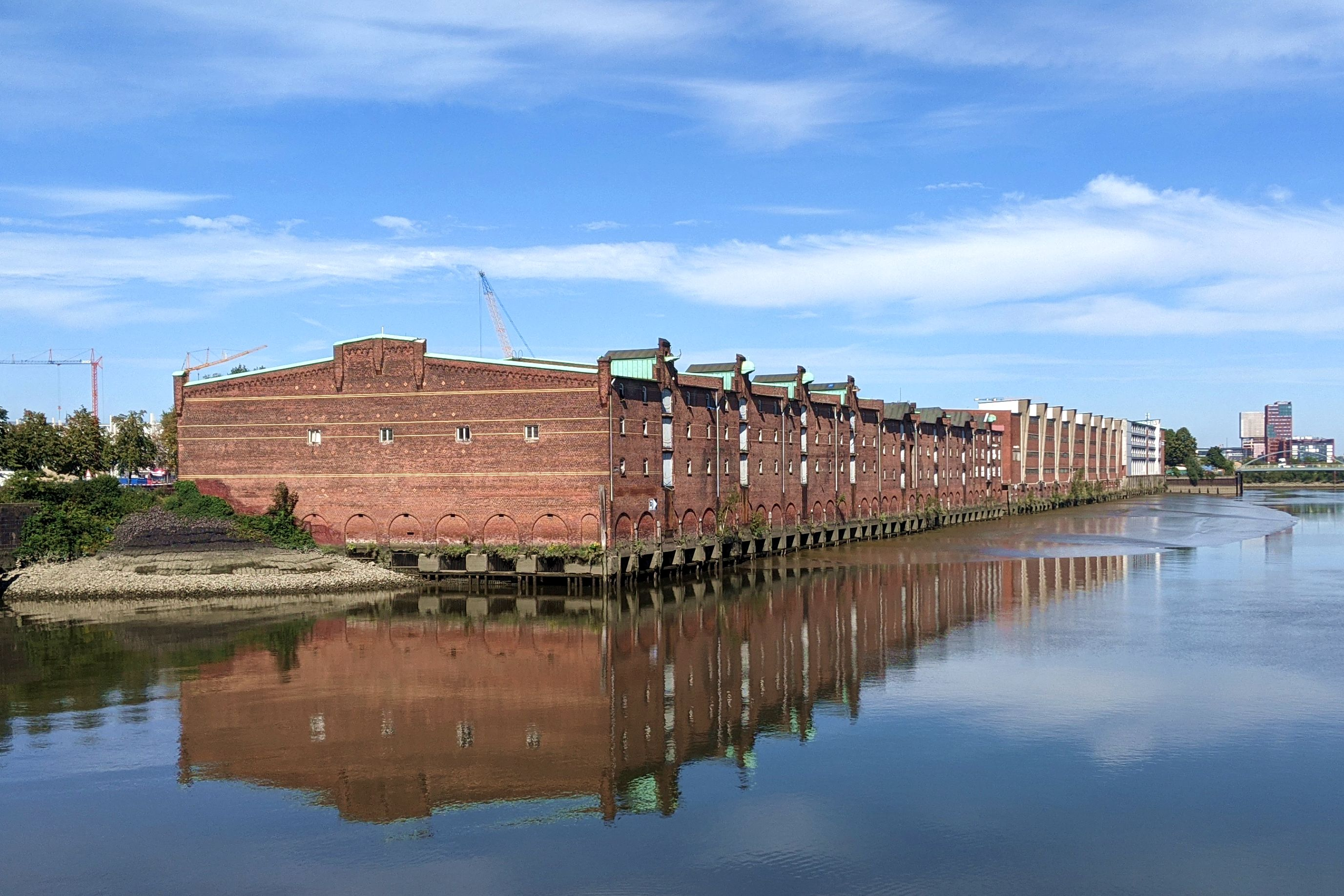
Saalehafen und Lagerhaus G

Das Lagerhaus G ist ein zwischen 1903 und 1907 errichteter Bodenspeicher am Dessauer Ufer (heute: Dessauer Straße) im Hamburger Stadtteil Kleiner Grasbrook.

## Geschichte
Das Gebäude liegt am Binnenschiffhafen Saalehafen im östlichen Teil des Hamburger Hafens innerhalb des bis 2012 bestehenden Freihafens. Das Lagerhaus verfügt über drei Böden und ist durch Brandmauern in acht Sektionen untergliedert. Zu jeder Sektion gehört land- und wasserseitig je ein Außenaufzug mit Windhäuschen.
Das Lagerhaus G wurde im Auftrag der städtischen Hamburger Freihafen-Lagerhaus-Gesellschaft (seit 2005: Hamburger Hafen und Logistik AG) zusammen mit dem Lagerhaus F ab 1903 errichtet. Der ursprüngliche Bauauftrag von 1903 erfolgte „für die Erbauung des aus 8 Abteilungen bestehenden Speicher-Gebäudes F und des aus 4 Abteilungen bestehenden halben Speicher-Gebäudes G am Dessauer Ufer“. Dementsprechend wurde das Lagerhaus G zunächst nur bis zur vierten Sektion gebaut, das Lagerhaus F mit allen acht Sektionen. 1907 wurden die Zwillingsgebäude jeweils bis zur achten Sektion errichtet. In den Stückgutlagern wurde damals überwiegend Kaffee, Tee, Zucker und Tabak gelagert.
Ab 1944 diente Lagerhaus G als KZ-Außenlager Dessauer Ufer (siehe unten). Im Lagerhaus F wurden ab 1944 italienische Militärinternierte untergebracht, die Zwangsarbeit leisten mussten. Zwischen dem 2. und 23. Oktober 1944 wurden 1870 italienische Soldaten aus dem Kriegsgefangenenlager Stalag X B in Sandbostel (Niedersachsen) und dem Stalag A in Schleswig (Schleswig-Holstein) verlegt. 650 von ihnen blieben bis zur Befreiung am 3. Mai 1945 in dem Lagerhaus.
Von dem ab 1903 erbauten Speicherkomplex ist lediglich das Lagerhaus G im historischen Zustand erhalten. Das seit Oktober 1988 unter Denkmalschutz stehende Lagerhaus G ist ein Gebäudetyp, der in Hamburg kaum noch vorhanden ist. Es dokumentiert die historische Form der Lagerhaltung außerhalb der Speicherstadt mit ihrer für die damalige Zeit typischen Backsteinarchitektur. Seit 1997 werden in dem Gebäude wieder Waren umgeschlagen. Als früheres Freihafenlager wird es unter anderem zum Umschlag von Sammelgut genutzt.
1997 veräußerte die Hamburger Hafen und Logistik AG (HHLA) an die Kapitän Lothar Lukas LG Lagerhaus- und Handelsgesellschaft mbH mit der Auflage, den Bau von Grund auf zu sanieren. Im Jahr 2013 forderte das Denkmalschutzamt ein Gutachten über den baulichen Zustand des Gebäudes an, das nach drei Jahren vorlag. Das Amt forderte Nachbesserungen, jedoch verstarb der geschäftsführende Gesellschafter 2017 und die Eigentümergesellschaft ging zum Ende des Jahres 2017 in die Insolvenz. Zunächst übernahm eine internationale Investorengruppe, die das Gebäude an die kommunale HHLA zurückverkaufen wollte, was die HHLA jedoch ablehnte. Das Gebäude wurde schließlich an die seit 2021 als Lagerhaus G Heritage KG mit Sitz Hamburg firmierende Eigentümergesellschaft veräußert, die einer niederländischen Investorengruppe unter anderen unter Beteiligung des niederländischen Immobilienentwicklers Holtburghum gehört. Sie hatte angekündigt, das Gebäude wieder gewerblich nutzen zu wollen und zudem einen Gedenkort an die Nutzung als KZ-Außenlager einzurichten. 2018 wurde von Medien berichtet, dass das Gebäude in einem sehr schlechten Zustand ist und aufgrund mangelhafter Statik zur Wasserseite hin absacken soll.

## KZ-Außenlager Dessauer Ufer

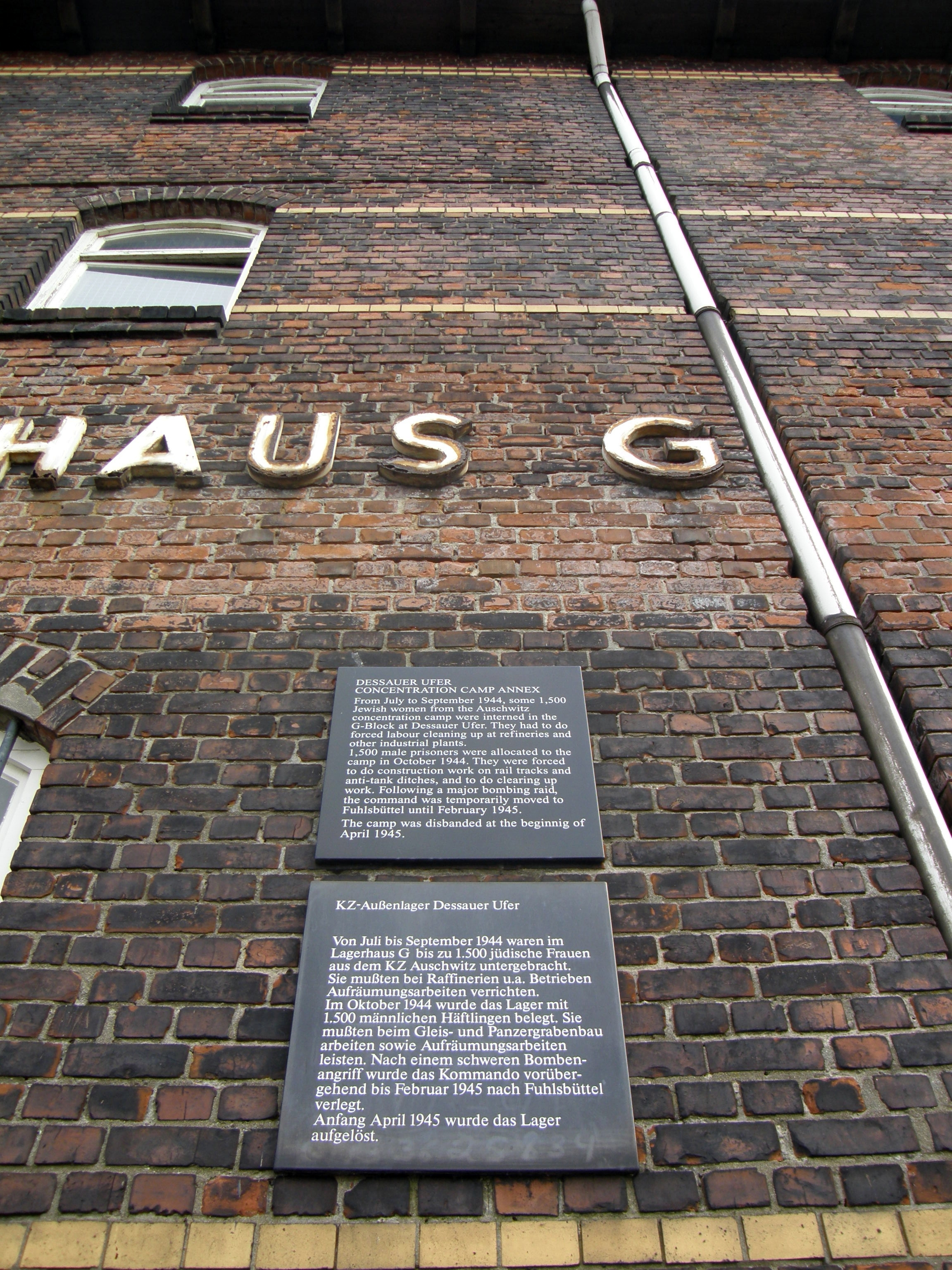
Gedenktafel KZ-Außenlager Dessauer Ufer

Während des Zweiten Weltkriegs wurde das Gebäude als Außenlager Dessauer Ufer des KZ Neuengamme zur Unterbringung von Zwangsarbeitern genutzt.
Vom 20. Juni bis 30. September 1944 waren bis zu 1500 jüdische Frauen aus Ungarn und Tschechien im Lagerhaus untergebracht, die in Raffinerien und zerstörten Gebäuden anderer Betriebe im Hafen Aufräumarbeiten verrichten mussten. Im Oktober 1944 kamen 2000 männliche Häftlinge in das Außenlager. Die Häftlinge wurden mehrheitlich bei Mineralölunternehmen in der Nähe des Hafens für Aufräumarbeiten eingesetzt. So wurde ein Kommando mit etwa 100 Häftlingen bei Mineralöl-Werke Ernst Jung, eines mit 120 Mann bei Oelwerke Julius Schindler und ein weiteres mit 80 Häftlingen bei Rhenania-Ossag eingesetzt. Ferner wurden Kommandos in der Bill-Brauerei, bei den Wasserwerken sowie im Gleisbau bei der Reichsbahn eingesetzt. Ein Kommando musste Panzergräben in der Hamburger Umgebung bauen.
Während sich der Großteil der Häftlinge im Arbeitseinsatz befand, wurde der Speicher bei einem alliierten Bombenangriff am 25. Oktober 1944, bei dem zahlreiche der etwa 200 kranken Häftlinge getötet wurden, schwer beschädigt. Etwa 1500 der überlebenden Häftlinge wurden daraufhin in das neu errichtete KZ-Außenlager Fuhlsbüttel verlegt. Das Gebäude wurde repariert und nahm wiederum etwa 1500 Häftlinge des am 15. Februar 1945 aufgelösten Außenlagers Fuhlsbüttel auf. Das Außenlager Dessauer Straße wurde schlussendlich am 14. April 1945 geräumt und die Häftlinge verlegt. Zunächst wurden sie auf die Hamburger Außenlager Hammerbrook (Spaldingstraße) und Rothenburgsort (Bullenhuser Damm) aufgeteilt, mussten dann zum Auffanglager Stammlager X B nach Sandbostel (60 km westlich von Hamburg) marschieren, wo sie am 29. April 1945 von britischen Truppen befreit wurden.

## Gedenken

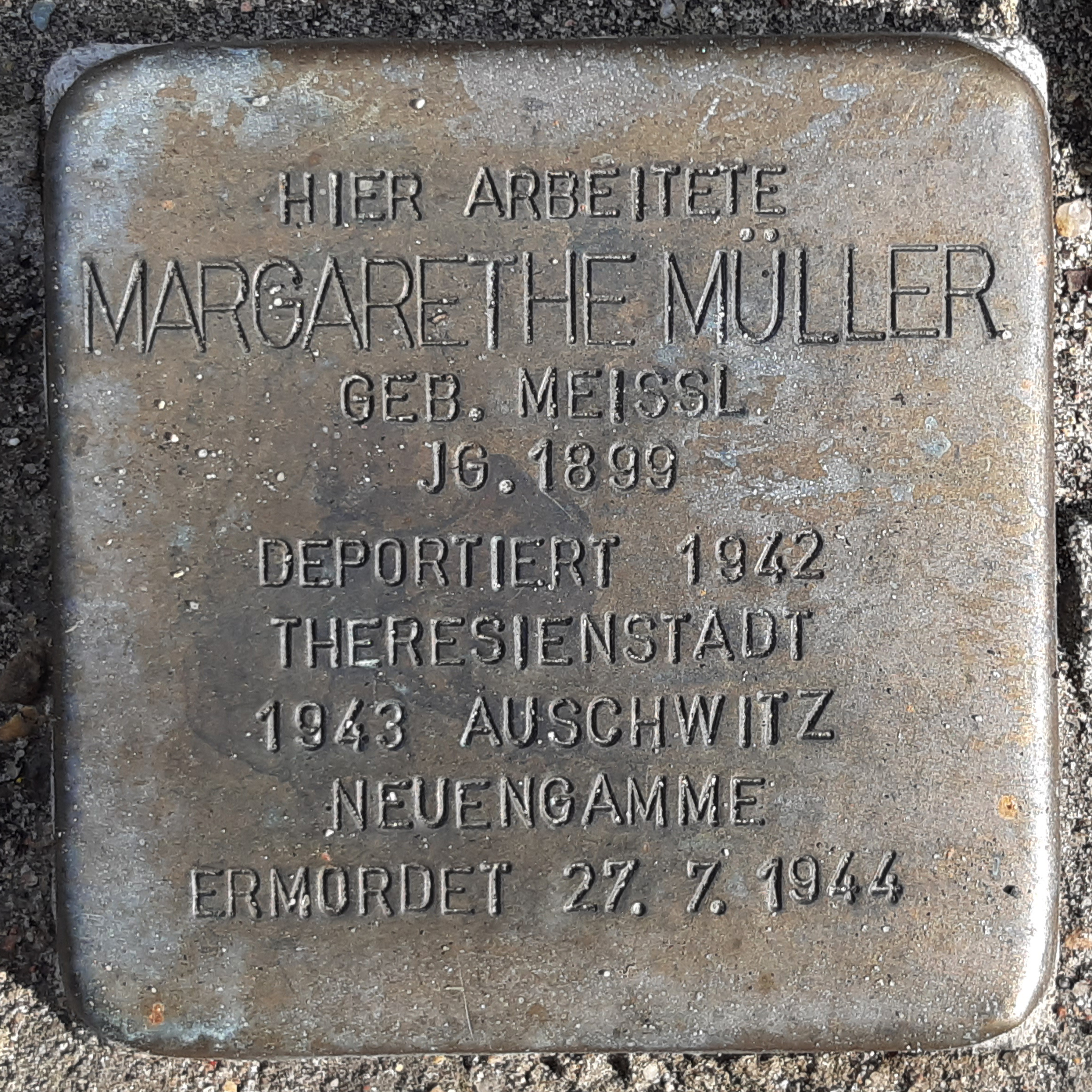
Stolperstein für Margarethe Müller vor dem Lagerhaus G

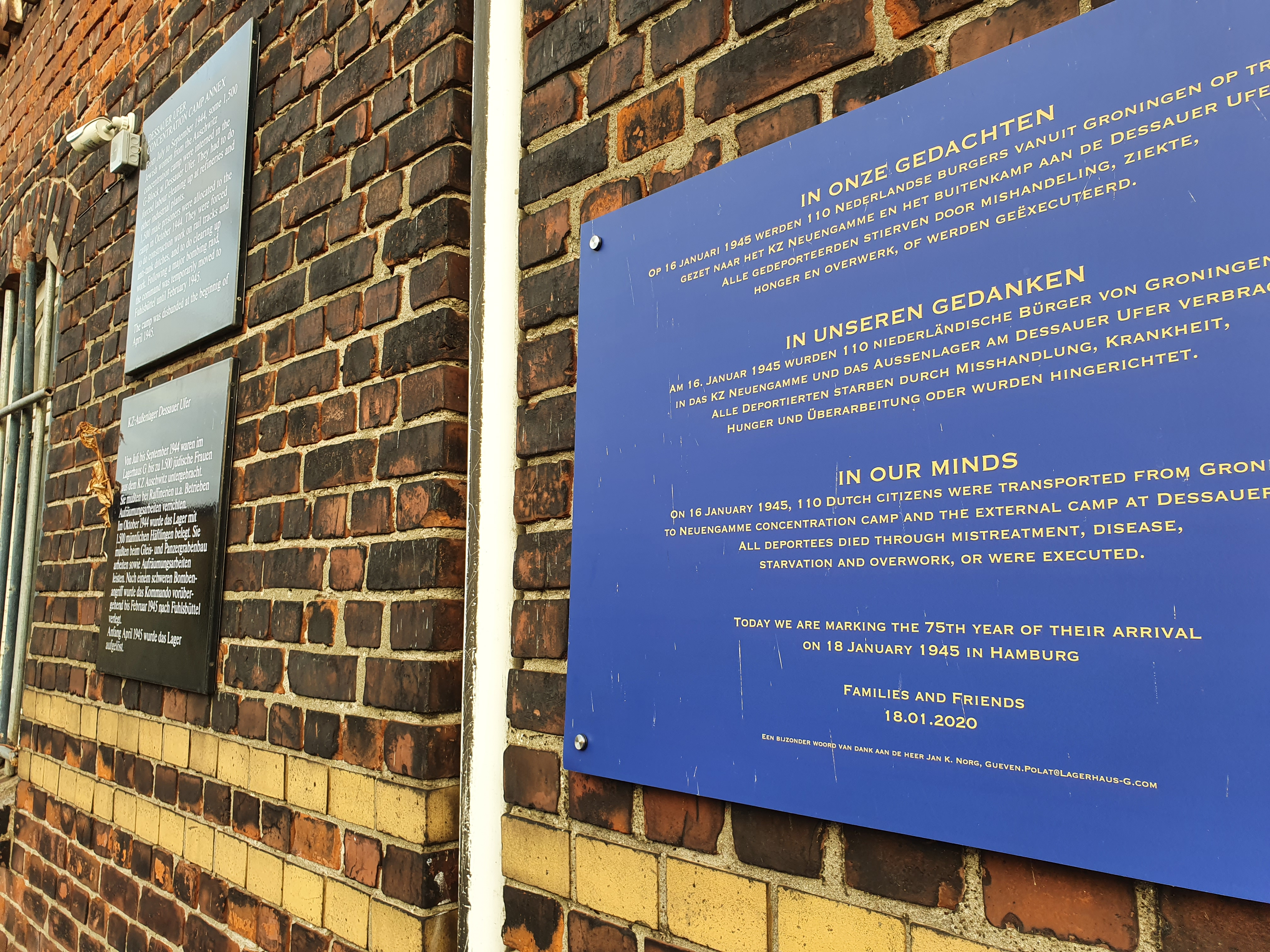
Links die Gedenktafeln aus dem Programm des Denkmalschutzamtes, rechts in blau die 2020 hinzugefügte Gedenktafel zur Erinnerung an eine Gruppe von Gestapo-Häftlingen aus Groningen

An der Außenwand des Gebäudes wurden aus dem Programm des Denkmalschutzamtes zwei Gedenktafeln (eine auf Deutsch, eine auf Englisch) angebracht, die auf die Geschichte des Außenlagers Dessauer Ufer hinweisen. An die Zwangsarbeiterin Margarethe Müller (1899–1944) erinnert an ihrer ehemaligen Einsatzstelle am Dessauer Ufer ein Stolperstein. Für die Frauen des Außenlagers Dessauer Ufer wurde 1995 ein Wandgemälde der Künstlerinnen Cecilia Herrero und Hildegund Schuster im Rahmen der FrauenFreiluftGalerie (Neumühlen 16–20) realisiert.
Seit 2017 erinnert die Initiative Dessauer Ufer, ein Zusammenschluss von Historikern und Stadtteilaktivisten, an die Geschichte des Außenlagers Dessauer Ufer. Die Initiative setzt sich zudem für die Schaffung einer Gedenkstätte für Zwangsarbeit im Hafen im Gebäude ein. Auch die Stadt Hamburg, die in dem Gebiet den neuen Stadtteil Grasbrook plant, strebt die Entstehung einer Gedenkstätte vor Ort an. Die niederländische Eigentümergesellschaft kündigte ebenfalls die Vorlage eines Erinnerungskonzeptes an. 2020 wurden zudem von der Lagerhaus G Heritage Foundation, einer der Eigentümergesellschaft nahestehenden Stiftung nach niederländischem Recht mit Sitz Groningen, zwei neue Gedenktafeln hinzugefügt. Eine der Gedenktafeln wurde von einer privaten Initiative zur Erinnerung an eine Gruppe von Gestapo-Häftlingen aus Groningen gestiftet.
Im Jahr 2021 wurde vor dem Gebäude eine stark umstrittene Skulptur zum Thema Zwangsarbeit aufgestellt. Sie wurde vom Schlosser Carsten Bardehle gefertigt und geht auf einen Entwurf von Ella Nora Sloman zurück, die mit ihrem Entwurf 2011/2012 einen Schülerwettbewerb gewann und war ursprünglich für eine Aufstellung in Bergedorf vorgesehen. Abweichend vom ursprünglichen Entwurf, der einen in eine Schraubzwinge eingezwängten Erwachsenen vorsah, ist in die fünf Meter hohe stählerne Schraubzwinge ein Kind in Häftlingskleidung geklemmt. Zudem hat Bardehle neben unkommentierten KZ-Zitaten wie „Arbeit macht frei“ eine Texttafel beigefügt, die für Kritik sorgt. Neben dem fehlenden Bezug zum Ort, auch die Texttafel dreht sich um die Verfolgung von Kindern, wird auch die Aufgreifen antisemitischer Stereotype und die Verwendung nationalsozialistischer Zuschreibungen kritisiert. 2022 haben sich sowohl die Stadt Hamburg wie auch die Eigentümer für eine Entfernung der Skulptur ausgesprochen, diese ist bisher aufgrund ungeklärter Zuständigkeiten noch nicht erfolgt.
Im März 2021 veröffentlichte der Denkmalverein Hamburg einen dreiminütigen Kurzfilm eines studentischen Projekts über das Lagerhaus G. Im selben Jahr wurde die Online-Ausstellung Curating the Invisible eröffnet, die im Zuge eine Seminars an der Universität Hamburg entstand.
Im April 2022 wurde der 96-minütige Dokumentarfilm Lagerhaus G uraufgeführt, den Markus Fiedler 2015 zu drehen begann.
Ab 2021 erarbeitete die Initiative Dessauer Ufer die Ausstellung Zeitkapsel Lagerhaus G. Sie wurde zunächst im Museum für Kunst und Gewerbe gezeigt und dann unter anderen von April bis Mai 2022 im Deutschen Hafenmuseum, im November 2022 beim Hyper Cultural Passengers in der HafenCity und von März bis Mai 2024 in der Gedenkstätte Lager Sandbostel.